# Puchar Świata w skokach narciarskich w Kuopio
Puchar Świata w skokach narciarskich w Kuopio – zawody w skokach narciarskich, przeprowadzane w ramach Pucharu Świata w skokach narciarskich, od sezonu 1994/1995 do sezonu 2015/2016 (z przerwami na lata 2002-2003 i 2011–2012). Areną zmagań jest skocznia Puijo w pobliżu Kuopio.
W roku 1997 oraz w latach 2004-2010 zawody indywidualne w Kuopio wchodziły w skład zawodów Turnieju Nordyckiego.
Dotąd rozegrano 27 konkursów (dwa z nich były konkursami drużynowymi), dziewięć z nich wygrali gospodarze. Czterokrotnie wygrywali Polacy - Adam Małysz w 2001 i 2007 oraz Kamil Stoch w 2013 i 2014.

## Podium poszczególnych konkursów PŚ w Kuopio
| Lp  | Data              | Skocznia          | K/HS  | Uwagi        | 1. miejsce                                                                                         | 2. miejsce                                                                               | 3. miejsce                                                                          |
| --- | ----------------- | ----------------- | ----- | ------------ | -------------------------------------------------------------------------------------------------- | ---------------------------------------------------------------------------------------- | ----------------------------------------------------------------------------------- |
| 1.  | 1 lutego 1995     | Puijo             | K92   | –            | Toni Nieminen                                                                                      | Reinhard Schwarzenberger                                                                 | Jens Weißflog                                                                       |
| 2.  | 28 lutego 1996    | Puijo             | K92   | nocny        | Kimmo Savolainen                                                                                   | Jaroslav Sakala                                                                          | Janne Väätäinen                                                                     |
| 3.  | 12 marca 1997     | Puijo             | K92   | TN           | Kazuyoshi Funaki                                                                                   | Nicolas Dessum                                                                           | Primož Peterka                                                                      |
| 4.  | 4 marca 1998      | Puijo             | K120  | nocny        | Andreas Widhölzl                                                                                   | Primož Peterka                                                                           | Hiroya Saitō                                                                        |
| 5.  | 4 marca 1999      | Puijo             | K120  | nocny        | Martin Schmitt                                                                                     | Kazuyoshi Funaki                                                                         | Noriaki Kasai                                                                       |
| 6.  | 27 listopada 1999 | Puijo             | K120  | nocny        | Martin Schmitt                                                                                     | Andreas Goldberger                                                                       | Matti Hautamäki                                                                     |
| 7.  | 28 listopada 1999 | Puijo             | K120  | nocny        | Ville Kantee                                                                                       | Risto Jussilainen                                                                        | Roberto Cecon                                                                       |
| 8.  | 24 listopada 2000 | Puijo             | K120  | nocny        | Martin Schmitt                                                                                     | Sven Hannawald                                                                           | Andreas Widhölzl                                                                    |
| 9.  | 25 listopada 2000 | Puijo             | K120  | nocny, druż. | Norwegia 1. Roar Ljøkelsøy · 2. Olav Magne Dønnem · 3. Lasse Ottesen · 4. Tommy Ingebrigtsen       | Austria 1. Wolfgang Loitzl · 2. Martin Koch · 3. Stefan Horngacher · 4. Andreas Widhölzl | Finlandia 1. Matti Hautamäki · 2. Ville Kantee · 3. Jani Soininen · 4. Janne Ahonen |
| 10. | 2 grudnia 2000    | Puijo             | K120  | nocny        | Matti Hautamäki                                                                                    | Noriaki Kasai                                                                            | Michael Uhrmann                                                                     |
| 11. | 3 grudnia 2000    | Puijo             | K120  | nocny        | Martin Schmitt                                                                                     | Janne Ahonen                                                                             | Ville Kantee                                                                        |
| 12. | 23 listopada 2001 | Puijo             | K120  | nocny        | Adam Małysz                                                                                        | Martin Schmitt                                                                           | Kazuyoshi Funaki                                                                    |
| 13. | 24 listopada 2001 | Puijo             | K120  | nocny        | Risto Jussilainen                                                                                  | Adam Małysz                                                                              | Martin Höllwarth                                                                    |
| 14. | 10 marca 2004     | Puijo             | K120  | TN, nocny    | Bjørn Einar Romøren                                                                                | Roar Ljøkelsøy                                                                           | Alexander Herr                                                                      |
| 15. | 9 marca 2005      | Puijo             | HS127 | TN, nocny    | Matti Hautamäki                                                                                    | Roar Ljøkelsøy                                                                           | Adam Małysz Jakub Janda                                                             |
| 16. | 7 marca 2006      | Puijo             | HS127 | TN, nocny    | Andreas Küttel                                                                                     | Thomas Morgenstern                                                                       | Adam Małysz                                                                         |
| 17. | 13 marca 2007     | Puijo             | HS127 | TN, nocny    | Adam Małysz                                                                                        | Andreas Kofler                                                                           | Thomas Morgenstern                                                                  |
| 18. | 3 marca 2008      | Puijo             | HS127 | TN, nocny    | Janne Happonen                                                                                     | Gregor Schlierenzauer                                                                    | Anders Jacobsen                                                                     |
| 19. | 4 marca 2008      | Puijo             | HS127 | TN, nocny    | Janne Ahonen                                                                                       | Anders Bardal                                                                            | Tom Hilde                                                                           |
| 20. | 10 marca 2009     | Puijo             | HS127 | TN, nocny    | Takanobu Okabe                                                                                     | Simon Ammann                                                                             | Adam Małysz                                                                         |
| 21. | 9 marca 2010      | Puijo             | HS127 | TN, nocny    | Simon Ammann                                                                                       | Adam Małysz                                                                              | Anders Jacobsen                                                                     |
| 22. | 1 grudnia 2010    | Puijo             | HS127 | nocny        | Ville Larinto                                                                                      | Matti Hautamäki                                                                          | Simon Ammann                                                                        |
| 23. | 12 marca 2013     | Puijo (szczegóły) | HS127 | nocny        | Kamil Stoch                                                                                        | Daiki Itō                                                                                | Severin Freund                                                                      |
| 24. | 4 marca 2014      | Puijo (szczegóły) | HS127 | nocny        | Kamil Stoch                                                                                        | Severin Freund                                                                           | Anders Bardal                                                                       |
| 25. | 10 marca 2015     | Puijo (szczegóły) | HS100 | nocny        | Severin Freund                                                                                     | Anders Bardal                                                                            | Stefan Kraft Simon Ammann                                                           |
| 26. | 22 lutego 2016    | Puijo (szczegóły) | HS127 | nocny, druż. | Norwegia 1. Kenneth Gangnes · 2. Daniel-André Tande · 3. Anders Fannemel · 4. Johann André Forfang | Niemcy 1. Andreas Wank · 2. Richard Freitag · 3. Andreas Wellinger · 4. Severin Freund   | Japonia 1. Taku Takeuchi · 2. Kento Sakuyama · 3. Daiki Itō · 4. Noriaki Kasai      |
| 27. | 23 lutego 2016    | Puijo (szczegóły) | HS127 | nocny        | Michael Hayböck                                                                                    | Daniel-André Tande                                                                       | Stefan Kraft                                                                        |

## Najwięcej razy na podium w konkursach indywidualnych
Uwzględnieni zawodnicy, którzy zdobyli minimum 2 miejsca na podium (stan na 23 lutego 2016)
| Miejsce | Zawodnik           | Zwycięstwa | 2. miejsca | 3. miejsca | Razem |
| ------- | ------------------ | ---------- | ---------- | ---------- | ----- |
| 1.      | Martin Schmitt     | 4          | 1          | 0          | 5     |
| 2.      | Adam Małysz        | 2          | 2          | 3          | 7     |
| 3.      | Matti Hautamäki    | 2          | 1          | 1          | 4     |
| 4.      | Kamil Stoch        | 2          | 0          | 0          | 2     |
| 5.      | Simon Ammann       | 1          | 1          | 2          | 4     |
| 6.      | Kazuyoshi Funaki   | 1          | 1          | 1          | 3     |
| 6.      | Severin Freund     | 1          | 1          | 1          | 3     |
| 8.      | Risto Jussilainen  | 1          | 1          | 0          | 2     |
| 8.      | Janne Ahonen       | 1          | 1          | 0          | 2     |
| 10.     | Andreas Widhölzl   | 1          | 0          | 1          | 2     |
| 10.     | Ville Kantee       | 1          | 0          | 1          | 2     |
| 12.     | Anders Bardal      | 0          | 2          | 1          | 3     |
| 13.     | Roar Ljøkelsøy     | 0          | 2          | 0          | 2     |
| 14.     | Primož Peterka     | 0          | 1          | 1          | 2     |
| 14.     | Noriaki Kasai      | 0          | 1          | 1          | 2     |
| 14.     | Thomas Morgenstern | 0          | 1          | 1          | 2     |
| 17.     | Anders Jacobsen    | 0          | 0          | 2          | 2     |
| 17.     | Stefan Kraft       | 0          | 0          | 2          | 2     |

## Najwięcej razy na podium według państw
Stan na 23 lutego 2016
| Miejsce | Państwo    | Zwycięstwa | 2. miejsca | 3. miejsca | Razem |
| ------- | ---------- | ---------- | ---------- | ---------- | ----- |
| 1.      | Finlandia  | 9          | 3          | 4          | 16    |
| 2.      | Niemcy     | 5          | 4          | 4          | 13    |
| 3.      | Polska     | 4          | 2          | 3          | 9     |
| 4.      | Norwegia   | 3          | 5          | 4          | 12    |
| 5.      | Austria    | 2          | 6          | 5          | 13    |
| 6.      | Japonia    | 2          | 3          | 4          | 9     |
| 7.      | Szwajcaria | 2          | 1          | 2          | 5     |
| 8.      | Czechy     | 0          | 1          | 1          | 2     |
| 8.      | Słowenia   | 0          | 1          | 1          | 2     |
| 10.     | Francja    | 0          | 1          | 0          | 1     |
| 11.     | Włochy     | 0          | 0          | 1          | 1     |